# Phrynichus deflersi
Phrynichus deflersi är en spindeldjursart som beskrevs av Simon 1887. Phrynichus deflersi ingår i släktet Phrynichus och familjen Phrynichidae.

## Underarter
Arten delas in i följande underarter:
- P. d. arabicus
- P. d. deflersi